# 료카노세촌
료카노세촌(両鹿瀬村)은 니가타현 히가시칸바라군에 있던 촌이다.

## 역사
- 1889년 4월 1일 - 정촌제 시행에 수반해 히가시칸바라군 료카노세촌이 성립하였다.
- 1955년 4월 1일 - 히데야촌, 도요미촌과 합병해 가미타니촌이 되어 소멸하였다.

## 교통

### 철도
- 일본국유철도 (현 동일본 여객철도)
  - 반에쓰사이선

## 참고문헌
- 市町村名変遷辞典』東京堂出版、1990年。